# Trespassers William
Trespassers William est un groupe de rock indépendant américain, originaire du comté d'Orange. Vivant en Californie, ils travaillent et vivent plus tard dans la région de Seattle, Washington. Les Trespassers William se sont formés en 1997 et ont enregistré cinq albums, Anchor en 1999 (maintenant épuisé), Different Stars en 2002 (ressorti 2 fois, la plus récente version sur Nettwerk en octobre 2004), Having en février 2006, Noble House (mini-album) en avril 2007 et enfin, leur dernier album, The Natural Order of Things en 2009.
La musique du groupe est utilisée dans plusieurs films et séries, notamment Buffy contre les vampires, Newport Beach, les Frères Scott ainsi que dans le film A Lovesong for Bobby Long.

## Biographie
Formé dans le comté d'Orange, en Californie en 1997, Trespassers William compte quatre albums et deux EP. Anchor (1999) est publié chez Sonikwire Records. Different Stars est auto-publié en 2002 et réédité au label Nettwerk Records le 19 octobre 2004. Au début de 2004, le groupe se relocalise à Seattle. Leur troisième album, Having, (mixé par le producteur de The Flaming Lips, Dave Fridmann) est publié le 28 février 2006. Le groupe tourne à plusieurs reprises aux États-Unis et en Europe, dont une tournée britannique avec Damien Rice et une apparition en Espagne avec Morrissey. Le groupe est modérément accueilli par la presse comme NME et Uncut et participe à des émissions télévisées comme One Tree Hill, The O.C., Buffy contre les vampires, Felicity, et films comme A Love Song for Bobby Long et Annapolis.
Le groupe se sépare au début de 2012. Une compilation de chansons bonus et faces B, intitulée Cast, est publiée chez Saint Marie Records le 4 septembre 2012. Anna-Lynne Williams continue d'écrire et enregistrer sous le nom de Lotte Kestner, et est membre du duo Ormonde. Matt Brown produira pour divers groupes.

## Membres

### Derniers membres
- Anna-Lynne Williams - chant, guitare (a un projet solo appelé Lotte Kestner)
- Matt Brown - guitare, synthétiseur (a un projet solo appelé Disinterested)
- Ross Simonini - basse, synthétiseur
- Nathan Skolrud - batterie, basse, synthétiseur

### Anciens membres
- Jamie Williams - batterie (quitte le groupe après l'enregistrement de Having)

## Discographie

### Albums studio
- 1999 : Anchor
- 2002 : Different Stars (trois sorties entre 2002 et 2004)
- 2006 : Having
- 2007 : Noble House (mini-album sorti en avril 2007)
- 2009 : The Natural Order of Things
- 2012 : Cast

### Singles
- Vapour Trail (2003)
- Lie in the Sound (2004)
- Live Session (2005)
- Different Stars BSide (2007 - version mp3)